# Mata de Lobos
Mata de Lobos es una freguesia portuguesa del municipio de Figueira de Castelo Rodrigo, con 37,79 km² de superficie y 496 habitantes (2001). Su densidad de población es de 13,1 hab/km².